# Pygommatius nicobarensis
Pygommatius nicobarensis är en tvåvingeart som först beskrevs av Joseph och Parui 1983.  Pygommatius nicobarensis ingår i släktet Pygommatius och familjen rovflugor. Inga underarter finns listade i Catalogue of Life.